# Khenemetneferhedjet II
Khenemetneferhedjet II (detta la Giovane) (fl. XIX secolo a.C.) è stata una regina egizia della XII dinastia.
È spesso chiamata Khenemetneferhedjet la Giovane, per distinguerla dalla suocera Khenemetneferhedjet I, a sua volta chiamata la Vecchia. Fu una delle quattro spose note del grande faraone Sesostri III (1879 a.C. - 1846 a.C.); le altre furono Mertseger, Neferhenut e, forse, Sithathoriunet. In quell'epoca, il suo nome era anche un titolo comune per le regine d'Egitto: khenemetneferhedjet significa infatti Unita alla Corona Bianca. È menzionata su due statue del marito, quali una scoperta a Eracleopoli (rispettivamente conservate al British Museum e al Museo egizio del Cairo). Fu inumata della piramide IX del complesso funerario di Dahshur, dove i suoi gioielli furono rinvenuti nel 1994. 

## Titoli
- Regina consorte d'Egitto
- Sposa del Re
- Grande dello Scettro[2].